# Angélique de Chine
Angelica sinensis
Espèce
Classification phylogénétique
L'angélique de Chine (Angelica sinensis) est une espèce de plantes à fleurs de la famille des Apiaceae. C'est une plante herbacée utilisée comme plante médicinale en Asie Orientale depuis l'Antiquité. 
Elle croit naturellement en Chine du Nord et du Centre. C’est une plante vivace de 40 à 100 cm de haut qui est de nos jours cultivée pour les besoins de l'industrie de la pharmacopée chinoise.
Son nom chinois (pinyin) danggui 当归 / 當歸, sert à désigner suivant le contexte, la plante ou sa racine utilisée comme matière médicale. Ses fonctions traditionnelles sont de « nourrir le sang, réguler les menstruations », elles sont utilisées dans le traitement des maladies gynécologiques.  

## Nomenclature et étymologie
La première description de cette espèce a été faite en 1891, par Daniel Oliver, un botaniste britannique du XIXe siècle sous le nom de Angelica polymorpha var. sinensis Oliv. dans Hooker's Icon. Pl. 20: t. 1999. Puis en 1900, le botaniste allemand Ludwig Diels en fit une espèce à part entière (plutôt qu’une variété), sous le nom de Angelica sinensis dans Botanische Jahrbücher für Systematik, Pflanzengeschichte und Pflanzengeographie 29(3–4): 500.
Le nom de genre Angelica est dérivé du latin angelus « ange » et du suffixe -ica donnant angelica « nature angélique ». Le suffixe -ica en latin transforme un nom en adjectif ou nom féminin. En raison de ses propriétés thérapeutiques perçues à l’époque comme extraordinaires, la plante fut associée aux anges.
L’épithète spécifique sinensis en latin récent signifie « de Chine ».

## Synonymes
Selon POWO, le nom accepté Angelica sinensis (Oliv.) Diels possède un synonyme homotypique
- Angelica polymorpha var. sinensis Oliv. in Hooker's Icon. Pl. 20: t. 1999 (1891)

et deux variétés (infraspécifiques)
- Angelica sinensis var. sinensis
- Angelica sinensis var. wilsonii (H.Wolff) Z.H.Pan & M.F.Watson

## Description

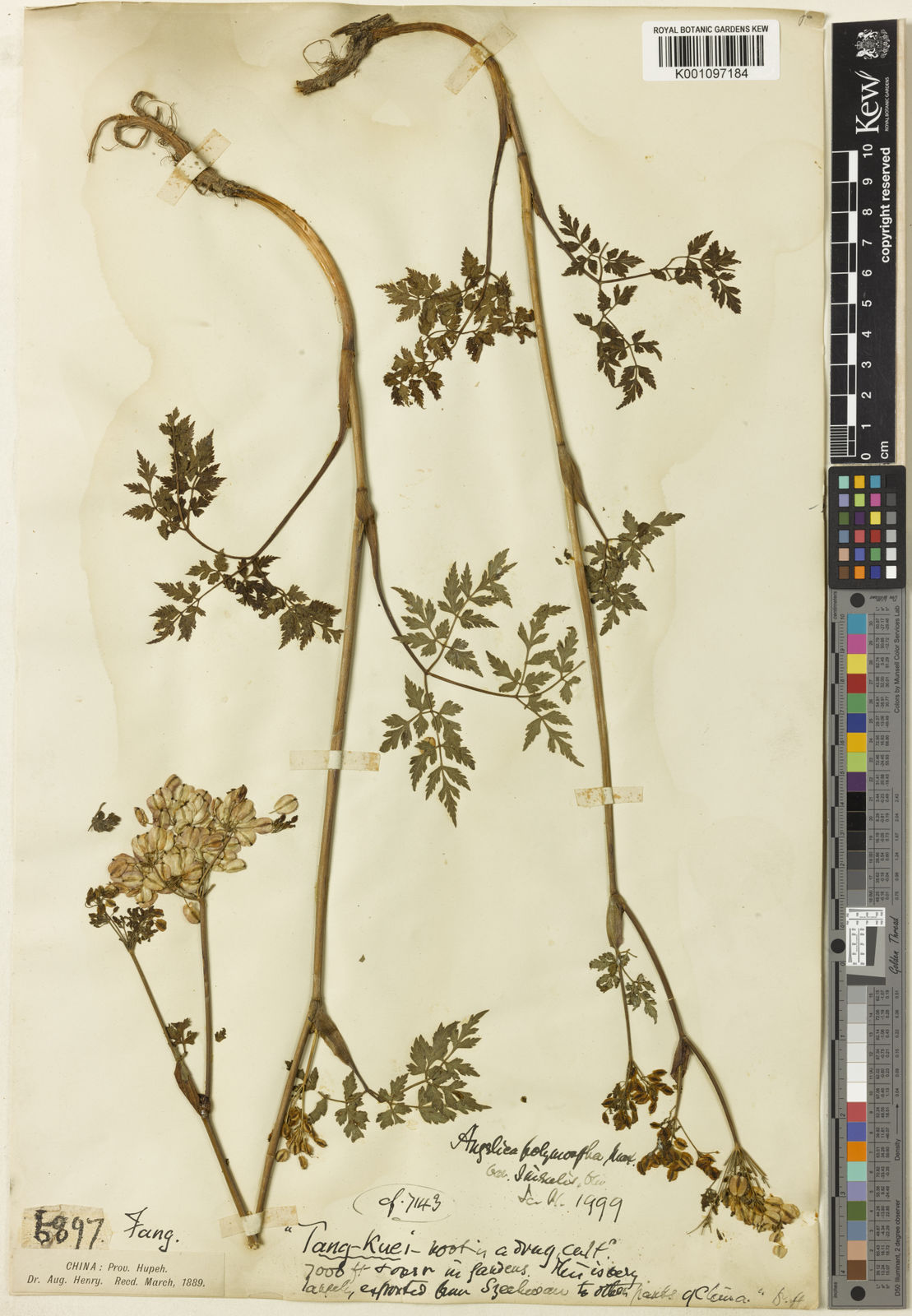
Angelica sinensis, planche d'herbier d'Augustine Henry, 1889, China, Hupeh

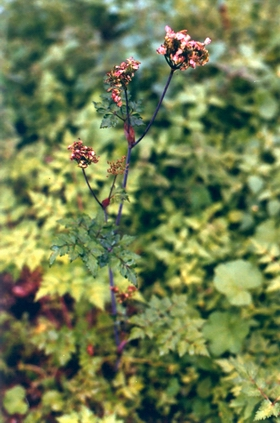
La plante dans son milieu

L'angélique de Chine est une herbacée,  vivace de 40 à 100 cm de haut, à la racine cylindrique se prolongeant en plusieurs branches, succulente et très aromatique. Les tiges sont violacées.
Les feuilles sont bi- ou tri-pennées, de 10-30 cm × 12-25 cm, portées par un pétiole engainant vert pourpré. Les folioles ovales ou ovales-lancéolées, font 2–3,5 cm de longueur sur 0,8–2,5 cm de largeur, à mage serretée.
Les pédoncules de 8-20 cm, axillaires, portent des ombelles de 10-30 ombellules à 13-36 fleurs blanches (parfois rosées).
Floraison et fructification se déroulent de juillet à septembre.

## Distribution et habitat
L’angélique de Chine croit naturellement en Chine du Nord et du Centre, dans les provinces du Gansu, Hubei, Shaanxi, Sichuan, Yunnan.
Elle se rencontre en forêts ou dans les bosquets, en altitude (2500-3000 m).
Elle est aussi cultivée en zone montagneuse, principalement dans le [Gansu]. Ces dernières décennies, la zone de culture s’est développée vers l’ouest et vers le Yunnan .

## Culture et récolte
La récolte des angéliques de Chine se fait en montagne à des altitudes élevées, en général entre 2 500 et 3 000 m, voire plus.
En raison d’un prélèvement dans le milieu sauvage non durable, la culture en plein champ a été encouragée. Actuellement (en 2023), l’angélique cultivée est en mesure de répondre pleinement à la demande du marché.
La culture se fait à une altitude supérieure à 2 300–2 400 m, sur un cycle de trois ans.
Angelica sinensis nécessite une grande quantité d'engrais tout au long de sa vie.

## Composition chimique
L'huile essentielle de la racine est formée à 45 % par de la Z-ligustilide et d'acide férulique, de n-butylidenephthalide et d'angélicide, un dimère de ligustilide.
Les constituants non volatils sont la bréfeldine A, des coumarines (6-méthoxy--7-hydroxycoumarine),  des stérols végétaux (β-sitostérol, stigmastérol, glucoside de β-sitostérol), des polysaccharides, des flavonoïdes  ainsi que de la vitamine A et E.

## Utilisations médicinales
La plante est connue en Chine sous le nom de danggui 当归 (anc. 當歸) et est largement utilisée dans le cadre de la médecine chinoise traditionnelle.
Sa racine est utilisée comme drogue sous le nom Radix Angelicae Sinensis.

### Histoire
L'usage médicinal de l'angélique de Chine remonte au moins au début de notre ère puisqu'on trouve la plante mentionnée dans le premier ouvrage chinois de matière médicale, le Shennong bencao jing (Classique de la matière médicale du Laboureur Céleste) compilé au début de notre ère sous les Han et étendu par le médecin taoïste Tao Hongjing (452-536). La notice sur la racine de l’astragale (nommée danggui 當歸 / 当归) indique
« Saveur douce, [nature] chaud, non toxique. Traite la toux à contre-courant avec un qi ascendant, le paludisme chaud [avec des sensations de] froid et chaud avec frissons dans la peau, comme si de l’eau était versée sur la peau, les fuites vaginales et interruption de grossesse chez la femme, toutes sortes de plaies malignes et d'ulcères purulents et de plaies incisées. Boire en décoction. Pousse dans les vallées. »
Le texte débute avec l’expression quadrisyllabique 咳逆上氣 ke ni shang qi, signifiant « la toux et un qi à contre-courant, donnent lieu à un essoufflement (dyspnée) ».
La riche et longue tradition  s’étalant sur 16 siècles, d’ouvrages de matières médicales (bencao en chinois) a atteint un point culminant avec le Bencao gangmu de Li Shizhen en 1593. Ce fut comme le climax de ce qui pouvait être fait avec la méthode traditionnelle de compilation.
Après avoir cité Lei Xiao et Zhang Yuansu, Li Shizhen affirme, que: 
« Les assertions de Lei [Xiao] et Zhang [Yuansu] sur la potentialité et les effets de la tête et la queue [de la racine] sont différentes. Pour les racines de tous les items : la partie supérieure s’élève dans les vaisseaux de qi, il se modèle sur le ciel. La partie inférieure descend dans les vaisseaux, il se modèle sur la terre. Le corps humain se modèle sur le ciel et la terre. D’où, pour guérir [les maladies de] la partie supérieure demande d’utiliser la tête [de la racine]. Pour guérir les maladies du centre, demande d’utiliser le corps [de la racine]. Pour guérir les maladies dans la section inférieure demande d’utiliser la queue [de la racine]. Si un traitement vise le corps entier, [la racine] entière doit être utilisée. C’est un principe bien établi ».
Li Shizhen cherche à établir une correspondance harmonieuse entre
- le ciel, l’homme et la terre, qui organisent l’univers,
- le haut, le milieu et le bas des racines de dangui et
- entre les parties inférieure, centrale et supérieure du corps du patient. Selon la division classique du 三焦 sanjiao, le triple brûleur, est formé des trois foyers 1.Shangjiao 上焦 (réunissant cœur et poumons), 2.Zhongjiao 中焦 (réunissant rate et estomac), 3.Xiajiao 下焦 (reins, vessie, intestin grêle et gros intestin). Les trois foyers du sanjiao gouvernent la digestion, l’assimilation, le transit et l’excrétion, lors de la transition des aliments à travers le triple brûleur[13].

Dans le chaos apparent des choses naturelles, la construction de classes ternaires en correspondance permet de mettre un peu d’ordre. Un autre système de classification encore plus fondamental est celui des cinq Phases ou wuxing 五行, le bois, le feu, la terre, le métal et l’eau, qui a permis de lier l’ordre cosmique des choses et l’ordre social des hommes, idéologie très prisée dans la culture chinoise. Ce système pentanaire est abondamment utilisé en médecine chinoise pour lier les Cinq facteurs pathogènes wu’e 五恶 (le vent, le chaud l’humide, le froid, la sécheresse), les Cinq dépôts / viscères pleins wuzang 五脏 (le foie, le cœur, la rate, les poumons, les reins), les Cinq viscères creux wufu 五腑 (la vésicule biliaire etc.) , les Cinq saveurs et de multiples autres niveaux.
Li Shizhen cite le médecin Wang Haogu 王好古 (1200-1264) qui établit le mécanisme d’action du remède danggui permettant d’expliquer les divers effets thérapeutiques de la drogue par l'intermédiaire les conduits, terme employé par Paul Unschuld pour méridiens.
« Il entre dans les conduits main mineur yin [shou shao yin 手少阴] parce que le cœur qui est relié à eux génère le sang. Il entre dans les conduits pied majeur yin [zu tai yin 足太阴] parce que le foie qui est relié à eux stocke le sang. L’extrémité [de la racine dangui] brise le sang [stagnant]. Le corps [de la racine] peut nourrir le sang. Quand on l’utilise dans son entier, comme [les racines] de ginseng et d’astragale, il supplémente le qi et génère le sang. »
On voit ainsi comment au cours des siècles, les médecins empruntèrent des notions naturalistes comme celles de qi  气, ou de conduits jing 经, pour construire un système rationnel de principes abstraits et de correspondances systématiques qui permet d'élaborer des explications naturalistes sur l’efficacité des drogues ou l'origine des maladies, sans recourir aux forces surnaturelles des premiers siècles, qui étaient très liées aux préoccupations des alchimistes taoïstes de l’époque.
Li Shizhen ajoute 27 recettes de formules composées. Par exemple
Dāngguī bǔ xiě tāng 當歸補血湯 « Décoction d’astragale pour supplémenter le sang »,
« Préparer une dose de 2 qian  de poudre de racine de danggui arrosé de vin [de céréale], un liang de racine d’astragale douce huangqi frit dans le miel. Faire bouillir dans 2 zhong d’eau jusqu’à [réduction à] un zhong et ingérer cela sur un estomac vide. »
Cette décoction « sert à guérir la chaleur musculaire, l'agitation due à la chaleur, la soif intense et l'envie de boire, yeux et visage rouges, sans pause de jour comme de nuit »

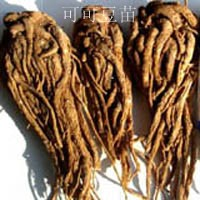
Racines d’angélique de Chine

À l’époque contemporaine, la Pharmacopée chinoise (2003) reconnait encore la racine d’angélique danggui 当归 comme une matière médicale importante. Elle indique que la racine est récoltée en fin d’automne, débarrassée de ses radicelles, séchée à feux doux, découpée en pièces, utilisée crue ou cuite au four et au vin. Pour répondre à la demande, l’angélique est de nos jours principalement d’origine cultivée.
Elle a des affinités avec le foie et la rate.
Ses fonctions sont
- nourrir le sang (puxue 补血), activer la circulation du sang (huoxue 活血), calmer la douleur (zhitong 止痛)
- émolliente, laxative

Ses indications sont
- les maladies gynécologiques : aménorrhée, règles anormales, douloureuses, syndrome prémenstruel comme les seins gonflés et douloureux,
- les troubles de la ménopause (bouffées de chaleur), la fatigue, les anémies légères et l'hypertension.
- Angine de poitrine, maladie coronarienne
- constipation des personnes âgées

Elle est prescrite en combinaison, dans de nombreuses formules, par exemple
- Aménorrhée, cycles irréguliers, dysménorrhée, par déficience du asan : plus shu-di-huang 熟地黄, bai-shao-yao 白芍药, e-jiao 阿胶, comme « si-wu tang »[9].

Elle a des effets analgésiques, anti-inflammatoires, antispasmodiques et sédatifs.
Le danggui est la plante la plus fréquemment utilisée en médecine chinoise traditionnelle, devant même le ginseng et la réglisse. Comme c'est la plante par excellence des désordres menstruels de la femme, elle a été surnommée « la panacée gynécologique » (fuke shengyao 妇科圣药).

### Études pharmacologiques
Le danggui a deux effets opposés sur l'utérus.
Des extraits aqueux de Radix Angelicae Sinensis administrés en intraveineuses au chien, stimulent les muscles lisses de la vessie, de l'intestin et de l'utérus. Le constituent actif  responsable de cette action est un composé non volatil inconnu.
Inversement, la ligustilide, le constituant principal de l'huile essentielle (volatile) inhibe les contraction de l'utérus.
Une étude clinique en double aveugle, de Hirata et collaborateurs a échoué à montrer le moindre bénéfice  pour les femmes recevant journellement 4,5 g de danggui comparé à un placebo vis-à-vis du soulagement des bouffées de chaleur et des autres symptômes de la ménopause.
Il a été montré que lors d'infections in vitro et in vivo,  l'acide férulique pouvait diminuer l'interleukine-8 (IL-8) chez la souris.
Un essai clinique randomisé, en double-aveugle, contrôlé par placebo a étudié l’effet d’une formule médicinale combinant le danggui (Angelica sinensis) et le huangqi (Astragalus mongholicus) sur les symptômes de la ménopause sur 84 femmes de Hong Kong, durant 6 mois. Le composé dangui + huangqi s’appelle Danggui Buxue tang soit en abréviation DBT. Il était pris par voie orale sous forme de capsules. Les symptômes ont été quantifiés.
Dans l’ensemble il n’y a eu aucun changement cohérent dans les symptômes vasomoteurs des femmes qui ont reçu le DBT par rapport à celles qui ont reçu un placebo.